# FK Qarabağ

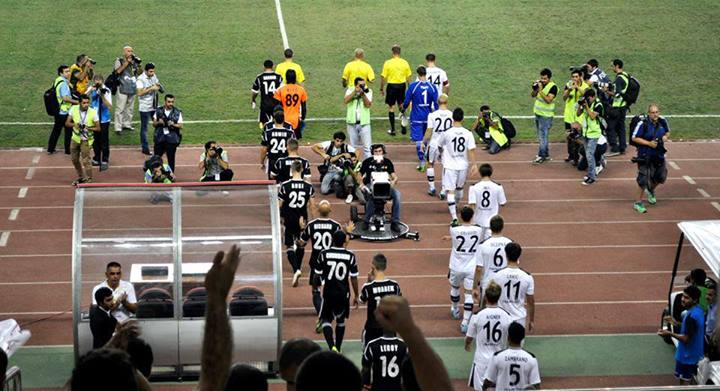
Qarabağ vs Eintracht Frankfurt în timpul unui meci din UEFA

FK Qarabağ este o echipă de fotbal din Agdam, Azerbaidjan.

## Palmares
- Yuksak Liga: 12

1993, 2014, 2015, 2016. 2017, 2018, 2019, 2020, 2022, 2023, 2024, 2025
- Azerbaijan Cup

Winners (6): 1993, 2005–06, 2008–09, 2014–15, 2015–16, 2016-2017
- Azerbaijan Supercup

Winners (1): 1994

## Europa
- Liga Campionilor UEFA
  -  Faza Grupelor (1) : 2018
- UEFA Europa League
  -  Faza Grupelor (1) : 2015